# Glipidiomorpha atraterga
Glipidiomorpha atraterga is een keversoort uit de familie spartelkevers (Mordellidae). De wetenschappelijke naam van de soort is voor het eerst geldig gepubliceerd in 2000 door Lu & Fan.